# لوکسمبورگ
لوکسمبورگ (به ترکی آذربایجانی: Lüksemburq، از ۱۲ ژوئن ۲۰۱۸ کوبر Köbər) یک منطقهٔ مسکونی در جمهوری آذربایجان است که در شهرستان ساموخ واقع شده‌است. لوکسمبورگ ۸۹۴ نفر جمعیت دارد.